# Pasaribu Tobing (plaats)
Pasaribu Tobing is een bestuurslaag in het regentschap Tapanuli Tengah van de provincie Noord-Sumatra, Indonesië. Pasaribu Tobing telt 973 inwoners (volkstelling 2010).